# Tricholepis albosquamosa
Tricholepis albosquamosa är en skalbaggsart som beskrevs av Augustin Ley 1917. Tricholepis albosquamosa ingår i släktet Tricholepis och familjen Melolonthidae. Inga underarter finns listade i Catalogue of Life.